# Hydractinia mar
Hydractinia mar är en nässeldjursart som beskrevs av Gasco och Calder 1993. Hydractinia mar ingår i släktet Hydractinia och familjen Hydractiniidae. Inga underarter finns listade i Catalogue of Life.